# Adam (歌手グループ)
adam（アダム）は、日本の男性歌手音楽ユニットである。

## 来歴
1991年

- 4月、髙嶋政宏のデビュー・アルバム『髙嶋政宏〜British Green〜』を制作していた武部聡志が、本作に楽曲提供したシンガーソングライター楠瀬誠志郎、崎谷健次郎と、当時プロデュースしていたKATSUMIの3人に対してアルバム収録曲にコーラスを依頼。そのハーモニーに当事者が感銘を受けたことが結成のきっかけである[1]。
- 12月、KATSUMIの3rd.アルバム『ROSE IS A ROSE』に初めて"adam"としてコーラスが収録される。ユニット名は、崎谷健次郎が自作品に重用していたコーラス界の女性グループの重鎮『EVE』に対抗し、また期待を込めて名付けられた[1]。

1992年

- 7月、音楽雑誌『GB』別冊版に特集記事が掲載され、覆面グループ『麻呂』としての活動計画も明らかにする[1]。

1993年
- 9月、崎谷健次郎の7th.アルバム『HOLIDAYS』に"KATSUMI・崎谷健次郎・楠瀬誠志郎"名義でコーラスが収録される。
- 12月、TBSテレビ系『輝く!日本レコード大賞』で、特別賞を受賞した作曲家・服部良一を讃えて代表曲「胸の振子」（歌：石原裕次郎）を"KATSUMI・崎谷健次郎・楠瀬誠志郎"名義で出演し、日本武道館で歌唱した。

1994年
- 5月、崎谷健次郎の16th.シングル『ROOMS』にコーラス収録。本作を最後に実質的に活動を停止。

## ユニット参加メンバー
- KATSUMI－（かつみ）1965年10月20日生、茨城県出身。1990年ソロデビュー。ボーカル担当。
- 崎谷健次郎－（さきや けんじろう）1962年12月30日生、広島県出身。1987年ソロデビュー。ボーカル担当。
- 楠瀬誠志郎－（くすのせ せいしろう）1961年2月9日生、東京都出身。1986年ソロデビュー。ボーカル担当。

## ディスコグラフィー

### adam
- オリジナル作品は未発表。コーラス参加作品が存在する。

#### アルバム
1. KATSUMI『ROSE IS A ROSE』収録曲「明日なき愛～Still looking for that day～」「Fly Over Me」（1991年12月4日発売。パイオニアLDC）
2. 髙嶋政宏『髙嶋政宏〜BRITISH GREEN〜』収録曲「エピローグ」（1992年5月21日発売。Ki/oon Records / FITZBEAT）
3. 崎谷健次郎『HOLIDAYS』収録曲「邂逅」「OUR LIVES」（1993年9月17日発売。PONY CANYON）

#### シングル
1. 崎谷健次郎「ROOMS」「OUR LIVES」（1994年5月20日発売。PONY CANYON）

### 麻呂
1. 「学生街のテレサ・テン」（1991年発表。） 
フォークロック・グループ『ガロ』の「学生街の喫茶店」の替え歌。歌い出しは「♪きーみとよくこーの場所にきーたものだーヨーロッパーのお城ににーた愛の宿ー」で、KATSUMIの担当するラジオ番組で放送された。